# キプリア (小惑星)
キプリア (669 Kypria) は小惑星帯に位置する小惑星である。1908年8月20日、ドイツの天文学者アウグスト・コプフがハイデルベルクのケーニッヒシュトゥール天文台で発見した。
古代ギリシアの伝説的な詩人ホメロスの作品、『キュプリア』に因んで命名された。